# Diego Luna
Diego Luna-Alexander (ur. 29 grudnia 1979 w Meksyku) – meksykański aktor, reżyser i producent filmowy.

## Życiorys

### Wczesne lata
Urodził się w Meksyku jako syn dekoratora Alejandro Luny i projektantki kostiumów Fiony Alexander. Jego matka zginęła w wypadku samochodowym, kiedy miał dwa lata. Od najmłodszych lat występował w telewizji, filmie i teatrze.

### Kariera
Pierwszą rolę dostał w hiszpańskim dramacie Carlosa Saury Antonieta (1982) z Isabelle Adjani, Hanną Schygullą i Ignacio Lópezem Tarso. Po występie w filmie krótkometrażowym Ostatni Nowy Rok (El Último Fin de Año, 1991), na planie hiszpańskiej telenoweli El Abuelo y yo (1992) pracował razem ze swoim najlepszym przyjacielem z dzieciństwa Gaelem Garcíą Bernalem. Potem zagrał główną rolę Ramóna w meksykańskim dramacie Gabriela Retesa Słodki zapach śmierci (Un dulce olor a muerte, 1999), a następnie wystąpił w filmach biograficznych: Juliana Schnabela Zanim zapadnie noc (Antes que anochezca, 2000) u boku Javiera Bardema i Johnny’ego Deppa i Frida Julie Taymor (2002) z Salmą Hayek.
Rola Tenocha Iturbide w kontrowersyjnym filmie I twoją matkę też (Y tu mamá también, 2001) uczyniła go cenionym meksykańskim aktorem. W melodramacie Dirty Dancing 2 (2004) wcielił się w postać Javiera Suareza, a w komediodramacie Stevena Spielberga Terminal (2004) pojawił się jako Enrique Cruz z usług gastronomicznych i przyjaciel Viktora (Tom Hanks).
W 2011 wystąpił w teledysku Katy Perry do piosenki „The One That Got Away”.
Zasiadał w jury sekcji „Un Certain Regard” na 69. MFF w Cannes (2016) oraz w jury konkursu głównego na 67. MFF w Berlinie (2017).

## Życie prywatne
Spotykał się z Romolą Garai (2003–2004), Alice Bragą (2004–2005), Aną Luisą (2004), Caroline D’Amore (2005) i Paolą Núñez (2006). 5 lutego 2008 ożenił się z meksykańską aktorką Camilą Sodi. Mają dwoje dzieci: syna Jerónimo (ur. 2008) i córkę Fionę (ur. 2010), lecz w roku 2013 rozwiedli się. Później Luna był związany z Pauliną Dávilą (2013–2015) i Suki Waterhouse (2015).

## Filmografia
- 1982: Antonieta
- 1991: El Ultimo fin de año
- 1992: Abuelo y yo jako Luis
- 1994: Ambar
- 1995: Premio mayor
- 1995: Un Hilito de sangre
- 1998: Amor de mi vida
- 1998: Słodki zapach śmierci
- 1998: Kometa
- 1999: Vida en el espejo
- 1999: Todo el poder
- 2000: Zanim zapadnie noc
- 2001: Atlético San Pancho
- 2001: Todos los aviones del mundo
- 2001: I twoją matkę też
- 2002: Ciudades Oscuras
- 2002: Frida
- 2002: Łowcy wampirów: Los Muertos
- 2003: Todo el Poder
- 2003: Nikotyna
- 2003: Cigarros, desamores, y 20 diamantes
- 2003: Carambola
- 2003: Żołnierze Salaminy
- 2003: Bezprawie
- 2004: Terminal
- 2004: Criminal
- 2004: Dirty Dancing 2
- 2005: Solo Dios sabe
- 2005: Amapola
- 2007: El Bufalo de la noche
- 2007: Mister Lonely
- 2008: Rudo y Cursi
- 2008: Obywatel Milk
- 2008: Solo quiero caminar (Aurora i Archanioł)
- 2012: Casa de mi padre
- 2013: Elizjum
- 2014: Księga życia
- 2016: Łotr 1. Gwiezdne wojny – historie jako Cassian Andor
- 2017: Linia życia
- 2018: Narcos: Meksyk jako Miguel Ángel Félix Gallardo
- 2019: W deszczowy dzień w Nowym Jorku jako Francisco Vega
- 2022: Andor jako Cassian Andor